# Danh sách chương truyện Vị thần lang thang

Bìa cuốn Vị thần lang thang tập 1 của Nhà xuất bản Kim Đồng. Ba nhân vật chính: Yato (trái), Iki Hiyori (phải) và Yukine trong dạng thanh kiếm (giữa)

Vị thần lang thang (ノラガミ, tựa tiếng Anh: Noragami), là một bộ truyện tranh Nhật Bản, được đăng trên tạp chí Monthly Shōnen Magazine hàng tháng của Kodansha từ ngày 6 tháng 12 năm 2010, đến ngày 6 tháng 1 năm 2024, truyện nói về thần Yato và cuộc gặp gỡ của mình với xã hội. Ngoài ra, tác giả cũng đã phát hành một serie spin-off có tiêu đề Vị thần thang thang: Ngoại Truyện - được phát hành vào ngày 15 tháng 11 năm 2013. Hai tập còn lại cũng được phát hành nhưng không bán lẻ như tập đầu tiên mà được bán kèm với phiên bản giới hạn của 2 tập chính, bao gồm tập 20 - phát hành ngày 15 tháng 2 năm 2019 và tập 24 - phát hành ngày 15 tháng 10 năm 2021 tại Nhật Bản.
Vị thần lang thang đã được phát hành trọn bộ 27 tập. Noragami cũng đã được dịch sang tiếng Ý, Pháp, và Đức, bởi GP Manga, Pika Édition, và Egmont Manga.

## Danh sách
| - 01. "Anh chàng mặc đồ thể thao" (ジャージのひと "Jāji no Hito") - 02. "Mèo nhà, thần lang thang và cái đuôi" (家猫と野良神と尻尾 "Ieneko to Noragami to Shippo") - 03. "Tựa như tuyết" (雪のような "Yuki no Yōna") |

| - 04. "Những toan tính" (幾つかの神慮 "Ikutsuka no Shinryo") - 05. "Đường ranh giới" (境界線 "Kyōkaisen") - 06. "Nhân vật đáng sợ" (コワイヒト "Kowai Hito") - 07. "Ai đó" (誰そ彼 "Dare so Kare") |

| - 08. "Những kẻ lang thang trong ngày 'chạng vạng'" (時化る日のノラたち "Shikeru Hi no Noratachi") - 09. "Kẻ nên tránh" (忌むべき者 "Imubeki Mono") - 10. "Vượt qua ranh giới" (一線を越えて "Issen o Koete") - 11. "Cái tên" (名前 "Namae") |

| - 12. "Giết hay không giết" (きる、きらない "Kiru, Kiranai") - 13. "Điềm báo" (兆し "Kizashi") - 14. "Ký ức của cô ấy" (彼女の思い出 "Kanojo no Omoide") - 15. "Úa tàn" (枯れゆくもの "Kare Yuku Mono") |

| - 16. "Địa ngục" (地獄 "Jigoku") - 17. "Nương tựa nơi đâu" (寄る辺を求めて "Yorube o Motomete") - 18. "Gươm trần" (抜き身 "Nuki Mi") - 19. "Nguyện cầu" (願 "Negai") |

| - 20. "Chúc phúc và nguyền rủa" (神祝き、呪きき "Kamuhosaki, Hosakiki") - 21. "Đừng biến mất, xin hãy ở lại bên tôi" (消えないで、傍にいて "Kienai de, Soba ni Ite") - 22. "Việc phải làm" (為すべきこと "Nasubeki Koto") - 23. "Hoa tiêu" (道標 "Michishirube") |

| - 24. "Mãi mãi" (ずっと一 "Zuttou") - 25. "Thần nhập" (触った神の祟り "Sawatta Kami no Tatari") - 26. "Nghi thức thờ phụng thần linh" (神様の祀リ方 "Kamisama no Matsuri Kata") - 27. "Nghề và nghiệp" (業と業 "Gyō to Gō") |

| - 28. "Họa thần Magatsu" (禍津神 "Magatsukami") - 29. "Ba thế giới" (三つの国の諸事情 Mittsu no Kuni no Sho Jijō) - 30. "Thanh âm của sự chia cắt" (糸の切れる音 "Ito no Kireru Oto") - 31. "Cha nào con nấy" (親なり、子なり Oya Nari, Konari") |

| - 32. "Người phụ nữ cám dỗ" (誘な女 "Izanami") - 33. "Ý chí sắt đá" (イシ椎い持ち "Ishi Tsutsui Mochi") - 34. "Khát vọng thẳm sâu trong tim" (斯く在りし望み "Kaku Arishi Nozomi") - 35. "Cái chết" (死 "Shi") |

| - 36. "Trói buộc" (呪縛 "Jubaku") - 37. "Tiếng gọi của người" (君の呼ぶ声 "Kimi no Yobu Koe") - 38. "Vì chúng ta đã hứa" (約束したから "Yakusoku Shitakara") - 39. "Cho đến lúc này" và "từ nay về sau" (コレマデとコレカラ "Koremade to Korekara") |

| - 40. "Hỡi thần linh, xin (đừng) lắng nghe lời nguyện cầu này" (恐み恐みも白さず "Kashikomi Kashikomi mo Mōsazu") - 41. "Cùng chụp ảnh nhé!" (一緒に写真を "Issho ni Shashin wo") - 42. "Mong sao tai ương đừng đến" (厄災しか起こせない "Yakusai Shika Okosenai") - 43. "Điều bí mật" (秘め事 "Himegoto") |

| - 44. "Cắt đứt + Kết nối" (斬り＋結ぶ "Kiri + Musubu") - 45. "Tìm lại thời gian đã mất" (触れにし経ること "Fure ni Shi Furu Koto") - 46. "Chơi đùa" (わらわあそび "Warawa Asobi") - 47. "Cấm kị" (禁忌 "Kinki") |

| - 48. "Người trong lòng" (わたしの好きなアナタ "Watashi no Suki na Anata") - 49. "Công kích không ngừng" (撃ちてし止まむ "Uchiteshi Yamamu") - 50. "Thời khắc mặt đối mặt" (向き合うとき "Mukiau Toki") - 51. "Cứu rỗi" (救い "Sukui") |

| - 52. "Bỉ ngạn và thử ngạn" (彼岸と此岸 "Higan to Shigan") - 53. "Nét tương đồng" (どこか似ている "Dokoka Nite Iru") - 54. "Gần ngay trước mắt, xa tận chân trời" (見えるもの、やって来るもの "Mieru Mono, Yattekuru Mono") - 55. "Cắt đứt x Vứt bỏ" (斬りｘ捨てる "Kiri x Suteru") |

| - 56. "Giới luật" (言趣け "Kotomuke") - 57. "Lối rẽ của trái tim" (忠の行き先 "Kokoro no Ikisaki") - 58. "Ràng buộc và chia rẽ" (絡みあい、すれ違う "Karamiai, Surechigau") - 59. "Những kẻ bên lề" (まつろわぬ者 "Matsuro Wanu Mono") |

| - 60. "Thiên đình vào cuộc" (天の為すこと "Ten no Nasu Koto") - 61. "Phản nghịch" (叛徒 "Hanto") - 62. "Đầu thương mũi giáo, niềm kiêu hãnh và vết rách" (鉾、誇り、綻び "Hoko, Hokori, Hokorobi") - 63. "Hân hoan" (愉悦 "Yuetsu") |

| - 64. "Hỡi người yêu dấu" (いとしきひとよ "Itoshiki Hito Yo") - 65. "Đếm ngược" (カ日 "Kanichi") - 66. "Âm ỉ" (埋み火 "Uzumibi") - 67. "Sở hữu" (己がもの "Onore ga Mono") |

| - 68. "Đường về" (家路 "Ieji") - 69. "Thần khí" (神器 "Shinki") - 70. "Bề trên" (上 "Jō") - 71. "Cược mạng" (いのち賭して "Inochi to shite") |

| - 72. "Miễn tội" (不 "Zu") - 73. "Nếu nghe được tiếng thét ấy" (悲鳴が聞こえたら "Himei ga Kikoetara") - 74. "Quà tặng" (おくりもの "Okuri mono") - 75. "Và từ giờ anh ấy sẽ..." (そうして彼は― "Sōshite Kare Wa—) |

| - 76. "Không thể vứt bỏ" (捨てらわめ "Sute ra Wame") - 77. "Có thể vứt bỏ" (捨てらわる "Sute ra Waru") - 78. "Điều mong ước" (欲しいもの "Hoshīmono") - 79. "Tình yêu đôi bờ" (彼の愛、此の愛 "Kare no Ai, Kono Ai") |

| - 80. "Kích động" (てとの端 "Teto no Hashi") - 81. "Một mình" (ひとり "Hitori") - 82. "Thời khắc tiến lên phía trước" (前へ進む秋 "Mae e susumu toki") - 83. "Thế giới bị chia cắt" (裂ける世界 "Sakeru sekai") |

| - 84. "Nora" (野良 "Nora") - 85. "Nhớ mong" (会いたい "Aitai") - 86. "Cái hộp" (箱 "Hako") - 87. "Đường vào bóng tối" (闇に至る途 "Yami ni itaru to") |

| - 88. "Nguyên do" (理由 "Riyū") - 89. "Tiếng vọng ngôn diệp" (言の葉の響き "Koto no Ha no Hibiki") - 90. "Không thể gặp" (会わなくちゃ "Awanakucha") - 91. "Việc đúng đắn" (正しいことを "Tadashī koto o") |

| - 92. Bình minh (夜明けは "Yoake wa") - 93. Đích đến (むく先 "Muku saki") - 94. Hi vọng (希望 "Kibō") - 95. Trong vòng vây (包囲網 "Hōimō") |

| - 96. "Hãy gọi tên tôi" (名前を呼んで "Namae wo yonde") - 97. "Vị cứu tinh" (救すくい主 "Sukuinushi") - 98. "Luật lệ" (理 "Kotowari") - 99. "Haru và Yuki" (ハルと雪 "Haru to Yuki") |

| - 100. "Tuyết rơi mùa xuân" (春に舞う雪 "Haru ni Mau Yuki") - 101. "Vì ai" (誰がために "Ta ga tame ni") - 102. "Sợi dây sinh mệnh" (命綱 "Inochiduna") - 103. "Hồi ức" (追憶 "Tsuioku") |

| - 104. Quốc gia (国 "Kuni") - 105. Thế giới giao thoa (狭間なき世 "Hazamanaki Yo") - 106. Thất lạc (さがしもの "Sagashimono") - 107. Shiro (白 "Shiro") - 108. Thần Yato (夜ト神 "Yatogami") - 109. Cùng vị thần trong bộ đồ thể thao (ジャージの神かみと "Jyaaji no Kami to") |

## Vị thần lang thang: Ngoại Truyện
| - "Người đàn ông rơi" (落ちる男の事 "Ochiru Otoko no Koto") - "Tìm hiểu nỗi lòng thần khí" (神器の心中を問う事 "Shinki no Shinchuu o Tou Koto") - "Lừa đảo song phương" (騙し合いの事 "Damashi Ai no Koko") - "Buôn bán không từ thủ đoạn" (手段を選ばず商う事 "Shudan o Erabazu Akinau Koto") - "Bên kia màn ảnh" (画面の向こうの事 "Gamen no Mukou no Koto") - "Tung hứng theo thói quen nhất thời" (一時の定型に沿う事 "Nijikan no Teikei ni Sou Koto") - "Thần vô danh vượt vũ môn" (無名神が這い上がる事 "Mumei Shin ga Hai Agaru Koto") |

| - 四し角かくい天てん国ごくの中なきの事こと (Shikakui Tengoku no Naka no Koto) - 詰つんでない人じん生せいの事こと (Tsundenai Jinsei no Koto) - 贈おくってくれるひとの事こと (Okutte Kureru Hito no Koto) |

| - アワセ禍カ神ガミ (前ぜん編ぺん) (Awase Kagami (Zenpen)) - アワセ禍カ神ガミ (後こう編へん) (Awase Kagami (Kōhen)) - 紅クレナイの傍そばに (Kurenai no Soba Ni) |